# Філософія психології
Філософія психології — порівняно молодий спеціальний розділ філософії науки, який займається дослідженням і вивченням методології емпіричної психології та знань, отриманих в науці психології. Прийнято вважати, що філософія психології повинна займатися аналізом отриманих знань психології, психологічних теорій на предмет їх науковості та правдивості, розкривати ідеологічну базу відповідних теорій, досліджувати природу встановлюваних ними законів, семантично проаналізовувати положення цих теорій.